# Jawaher bint Hamad Al Thani
Jawaher bint Hamad Al Thani (Doha, 7 dicembre 1984) è la prima moglie dello sceicco Tamim bin Hamad Al Thani del Qatar.

## Biografia

### Nascita e matrimonio
La sceicca Jawaher è nata nel 1984 dal ministro Hamad bin Suhaim Al Thani e da Hessa bint Ahmad Al Thani.
L'8 gennaio 2005 sposò Tamim bin Hamad Al Thani nel palazzo Al-Wajbah a Doha. Nel 2010 creò un torneo di calcio femminile che porta il suo nome.

### Attività

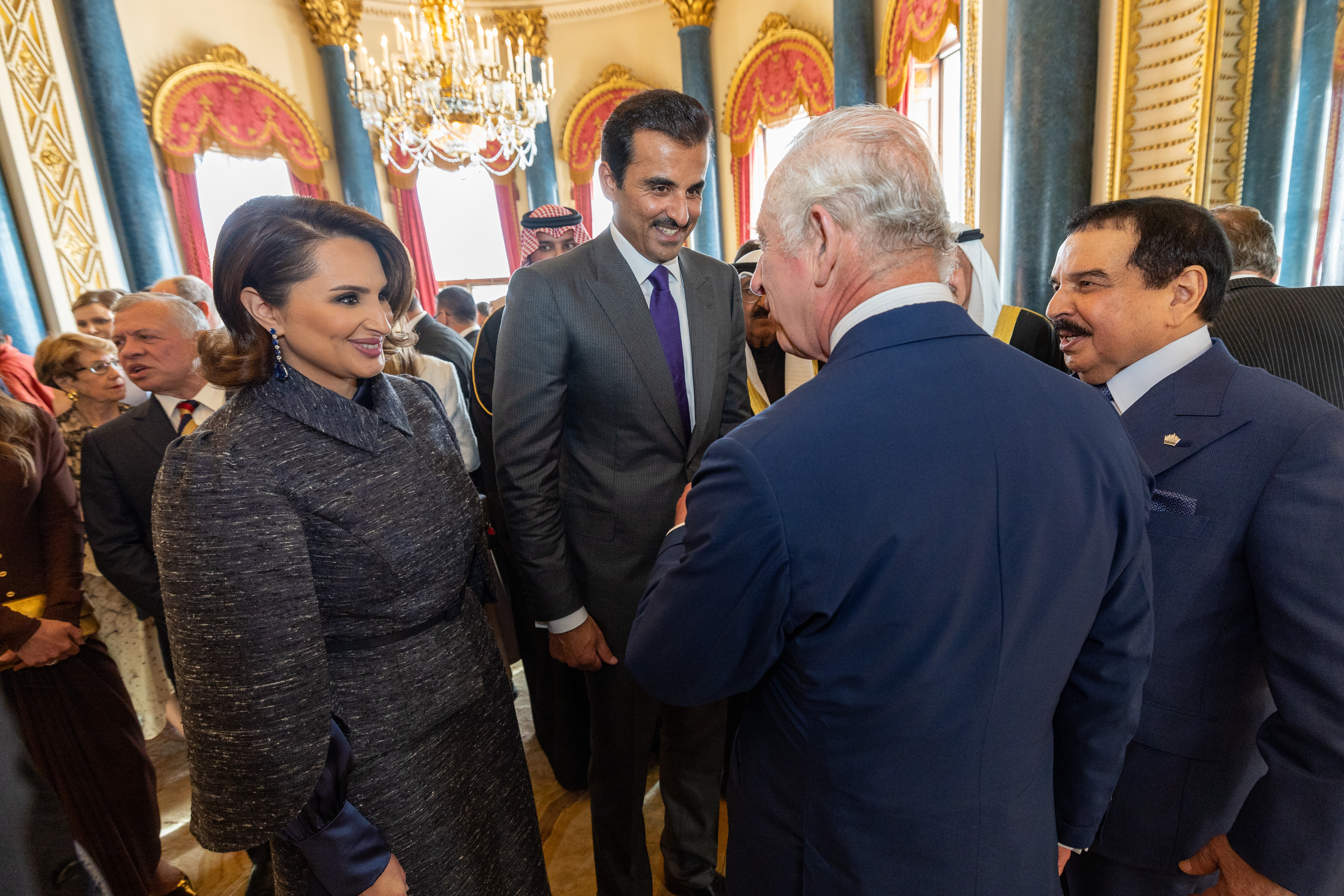
La sceicca Jawaher e Tamim ricevuti a Buckingham Palace, 5 maggio 2023

Nel 2017 patrocinò la cerimonia di laurea del 40⁰ gruppo di studentesse dell'Università del Qatar, al Qatar National Convention Center di Doha. Nel 2018 invitò i qatarioti a boicottare il pellegrinaggio musulmano a La Mecca, a un anno dall'interruzione dei rapporti diplomatici tra Qatar e Arabia Saudita.
Il 30 maggio 2021 ricevette un MBA dal College of Business and Economics dell'Università del Qatar. Nello stesso giorno patrocinò la cerimonia di laurea del 43⁰ gruppo di studentesse al QU Sports and Events Complex. A ottobre ospitò al palazzo delle Perle di Doha un banchetto in onore di Rania di Giordania, in visita nel paese con Abd Allah II.
Nel maggio 2022 accompagnò il marito in visita di Stato in Spagna, segnando il primo viaggio all'estero della coppia sin dal loro insediamento. Prese parte con il marito al funerale di Elisabetta II del Regno Unito a settembre e all'incoronazione di Carlo III nel 2023.

## Cariche
- Capo Patrona dell'Hima Fund;[1]
- Patrona del progetto 'My Country's Bird'.[1]

## Discendenza
Jawaher bint Hamad Al Thani e Tamim bin Hamad Al Thani hanno due figlie e due figli:
- Sceicca Almayassa (2006);
- Sceicco Hamad (2008);
- Sceicca Aisha (2010);
- Sceicco Jassim (2012).

## Ascendenza
|                                      |               |                                 | Genitori                     |  |  | Nonni |  |  | Bisnonni                    |  |  | Trisnonni                    |  |
|                                      |               |                                 |                              |  |  |       |  |  | Hamad bin Abdullah Al Thani |  |  | Abdullah bin Jassim Al Thani |  |
|                                      |               |                                 |                              |  |  |       |  |  | Hamad bin Abdullah Al Thani |  |  | Abdullah bin Jassim Al Thani |  |
|                                      |               | Mariam bint Abdullah Al Attiyah |                              |  |  |       |  |  | Hamad bin Abdullah Al Thani |  |  |                              |  |
| Suhaim bin Hamad Al Thani            |               |                                 |                              |  |  |       |  |  | Hamad bin Abdullah Al Thani |  |  |                              |  |
|                                      |               | Sarah bint Muhammad Al Thani    | Muhammad bin Jassim Al Thani |  |  |       |  |  |                             |  |  |                              |  |
|                                      |               | Sarah bint Muhammad Al Thani    | Muhammad bin Jassim Al Thani |  |  |       |  |  |                             |  |  |                              |  |
|                                      |               | Sarah bint Muhammad Al Thani    | ...                          |  |  |       |  |  |                             |  |  |                              |  |
| Hamad bin Suhaim Al Thani            |               | Sarah bint Muhammad Al Thani    |                              |  |  |       |  |  |                             |  |  |                              |  |
|                                      |               | Jassim Al Hassan Al Dosari      | ...                          |  |  |       |  |  |                             |  |  |                              |  |
|                                      |               | Jassim Al Hassan Al Dosari      | ...                          |  |  |       |  |  |                             |  |  |                              |  |
|                                      |               | Jassim Al Hassan Al Dosari      | ...                          |  |  |       |  |  |                             |  |  |                              |  |
| Muna bint Jassim Al Hassan Al Dosari |               | Jassim Al Hassan Al Dosari      |                              |  |  |       |  |  |                             |  |  |                              |  |
|                                      |               | ...                             | ...                          |  |  |       |  |  |                             |  |  |                              |  |
|                                      |               | ...                             | ...                          |  |  |       |  |  |                             |  |  |                              |  |
|                                      |               | ...                             | ...                          |  |  |       |  |  |                             |  |  |                              |  |
| Jawaher bint Hamad Al Thani          |               | ...                             |                              |  |  |       |  |  |                             |  |  |                              |  |
|                                      | Saif Al Thani | ...                             |                              |  |  |       |  |  |                             |  |  |                              |  |
|                                      | Saif Al Thani | ...                             |                              |  |  |       |  |  |                             |  |  |                              |  |
|                                      | Saif Al Thani | ...                             |                              |  |  |       |  |  |                             |  |  |                              |  |
| Ahmad bin Saif Al Thani              | Saif Al Thani |                                 |                              |  |  |       |  |  |                             |  |  |                              |  |
|                                      |               | ...                             | ...                          |  |  |       |  |  |                             |  |  |                              |  |
|                                      |               | ...                             | ...                          |  |  |       |  |  |                             |  |  |                              |  |
|                                      |               | ...                             | ...                          |  |  |       |  |  |                             |  |  |                              |  |
| Hessa bint Ahmad Al Thani            |               | ...                             |                              |  |  |       |  |  |                             |  |  |                              |  |
|                                      |               | ...                             | ...                          |  |  |       |  |  |                             |  |  |                              |  |
|                                      |               | ...                             | ...                          |  |  |       |  |  |                             |  |  |                              |  |
|                                      |               | ...                             | ...                          |  |  |       |  |  |                             |  |  |                              |  |
| ...                                  |               | ...                             |                              |  |  |       |  |  |                             |  |  |                              |  |
|                                      |               | ...                             | ...                          |  |  |       |  |  |                             |  |  |                              |  |
|                                      |               | ...                             | ...                          |  |  |       |  |  |                             |  |  |                              |  |
|                                      |               | ...                             | ...                          |  |  |       |  |  |                             |  |  |                              |  |
|                                      |               | ...                             |                              |  |  |       |  |  |                             |  |  |                              |  |